# Komplextrennwand
Die Bezeichnung  Komplextrennwand stammt aus der Feuerversicherung und begrenzt die verschiedenen Risiken auf einzelne „Komplexe“. Dadurch lässt sich jedes Brandrisiko tariflich differenziert einstufen. Ein Unternehmen lässt sich beispielsweise in die Produktion (hohes Risiko) und einen Verwaltungsbereich (geringes Risiko) unterteilen. Damit der Versicherer nicht den ganzen Betrieb nach dem höchsten Risiko (PML = Probable maximum loss), also dem geschätzten wahrscheinlichen Höchstschaden tarifiert, gestattet seine Kalkulation eine getrennte Berechnung nach den verschiedenen Risiken, sofern eine Komplextrennwand die Bereiche begrenzt.
An Komplextrennwände werden höhere Anforderungen als an Brandwände gestellt.

## Merkmale
Wände werden als Komplextrennwände anerkannt, wenn sie den Anforderungen des Merkblattes „Brand- und Komplextrennwände“ (VdS 2234) bezüglich der Anordnung und der Ausführung (z. B. Anschlüsse an Decken und Stützen oder Aussteifungen) entsprechen. In der nachfolgenden Übersicht sind Komplexwände gegen Brandwände abgegrenzt:
| Merkmale                                                                      | Brandschutzwand                  | Komplextrennwand         |
| ----------------------------------------------------------------------------- | -------------------------------- | ------------------------ |
| Brandschutzanforderungen mindestens                                           | F 90                             | F180                     |
| Bei Gebäuden gleicher Höhe muss die Brandwand über das Dach ragen             | ≥ 30 cm, ≥ 50 cm im Industriebau | ≥ 30 cm, 80 cm empfohlen |
| Mindestdicke Wand aus Mauerwerk (einschalige Ausführung)                      | 24 cm                            | 36,5 cm                  |
| Mindestdicke Wände aus unbewehrtem Beton (einschalig)                         | 20 cm                            | 24 cm bis 30 cm          |
| Mindestdicke Wände aus bewehrtem Beton (nichttragend)                         | 12 cm                            | 18 cm                    |
| Mindestdicke Wände aus bewehrtem Beton (tragend)                              | 14 cm                            | 20 cm bis 30 cm          |
| Wand muss unversetzt durch alle Geschosse führen                              | Ja                               | Ja                       |
| Mindestabstand zu Lagern brennbarer Stoffe im Freien                          | 20 m                             | 20 m                     |
| Mindestabstand zwischen Gebäuden oder Lagern nichtbrennbarer Stoffe im Freien | 5 m                              | 5 m                      |